# Ernst Hess (pilot)
Ernst Hess (ur. 8 stycznia 1893 w Wiesbaden, zm. 23 grudnia 1917 k. Fresnes) – as lotnictwa niemieckiego Luftstreitkräfte z 17 potwierdzonymi  zwycięstwami w I wojnie światowej. Dowódca eskadry myśliwskiej Jagdstaffel 6.

## Życiorys
Nauczył się latania przed wybuchem wojny, uzyskał licencję numer 535 – 26 września 1913 roku. 1 października został przyjęty do Lufftschiffer Battalion Nr. 3, a 1 kwietnia 1914 został przeniesiony do  FFA 3 na stanowisko instruktora lotnictwa. W tym samym roku uzyskał licencję pilota wojskowego i od 21 listopada został skierowany na front do FFA 9, gdzie latał w misjach rozpoznawczych w okolicach Arras.  24 czerwca 1915 roku został promowany na oficera i wkrótce przeniósł się do FA 62, a wkrótce został skierowany do KEK Douai, gdzie służył razem z Maxem Immelmannem i Oswaldem Boelcke odnosząc swoje pierwsze zwycięstwo powietrzne 5 stycznia 1916 roku. 
Wkrótce nastąpiły kolejne przydziały: Fokkerstaffel C, od 1 lipca 1917 roku Fokkerstaffel Sivry. Następnie był jednym z twórców eskadry myśliwskiej Jagdstaffel 10. Wkrótce powrócił do Niemiec na stanowisko instruktora lotnictwa, aby od 12 czerwca zostać przydzielony do Jagdstaffel 28, gdzie do połowy września odniósł 12 zwycięstw. 19 września został ponownie przeniesiony tym razem na stanowisko dowódcy Jagdstaffel 19. W grudniu został mianowany dowódcą 1 Armee Jagdgruppe. Odniósł łącznie 17 zwycięstw.
23 grudnia, gdy leciał swoim Albatrosem D.V, został zestrzelony przez De Kergolaya, francuskiego pilota, dla którego było to pierwsze zwycięstwo. Ciało Ernsta Hessa zostało przewiezione do rodzinnego Wiesbaden i tam pochowane.

## Odznaczenia
- Królewski Order Rodu Hohenzollernów – 5 grudnia 1917
- Krzyż Żelazny I Klasy
- Krzyż Żelazny II Klasy